# Kefersteinia
Genre
Kefersteinia est un genre d'orchidées épiphytes (avec quelques exceptions terrestres) sympodiales que l'on trouve dans les forêts humides tropicales du Panamá, de l'Équateur, de Colombie, du Venezuela et du Pérou, à une altitude comprise entre 1 100 et 1 400 mètres. Ce genre comprend 68 espèces, dont l'espèce type est Kefersteinia graminea (Lindl.) Rchb.f.
Son nom lui a été donné en l'honneur d'un orchidophile allemand fameux du XIXe siècle, Herr Keferstein.

## Espèces
- Kefersteinia alata  Pupulin (2004)
- Kefersteinia alba  Schltr. (1923)
- Kefersteinia andreettae  G.Gerlach (1989)
- Kefersteinia angustifolia  Pupulin & Dressler (2004)
- Kefersteinia auriculata  Dressler (1983) - (Panamá)
- Kefersteinia aurorae  D.E.Benn. & Christenson (1994)
- Kefersteinia bengasahra  D.E.Benn. & Christenson (1994)
- Kefersteinia benvenathar  D.E.Benn. & Christenson (1994)
- Kefersteinia bertoldii  Jenny (1985)
- Kefersteinia bismarckii  Dodson & D.E.Benn. (1989)
- Kefersteinia candida  D.E.Benn. & Christenson (1994)
- Kefersteinia chocoensis  G.Gerlach & Senghas (1990)
- Kefersteinia costaricensis  Schltr. (1918)
- Kefersteinia delcastilloi  D.E.Benn. & Christenson (1994)
- Kefersteinia elegans  Garay (1969)
- Kefersteinia endresii  Pupulin (2001)
- Kefersteinia escalerensis  D.E.Benn. & Christenson (1994)
- Kefersteinia escobariana  G.Gerlach & Neudecker (1994)
- Kefersteinia excentrica  Dressler & Mora-Ret. (1993)
- Kefersteinia expansa  (Rchb.f.) Rchb.f. (1878)
- Kefersteinia gemma  Rchb.f. (1874)
- Kefersteinia graminea  (Lindl.) Rchb.f. (1852) - espèce type -
- Kefersteinia guacamayoana  Dodson & Hirtz (1989)
- Kefersteinia heideri  Neudecker (1994)
- Kefersteinia hirtzii  Dodson (1989)
- Kefersteinia jarae  D.E.Benn. & Christenson (1994)
- Kefersteinia klabochii  (Rchb.f.) Schltr. (1920)
- Kefersteinia koechliniorum  Christenson (2000) - (Perú)
- Kefersteinia lacerata  Fowlie (1968)
- Kefersteinia lactea  (Rchb.f.) Schltr. (1918)
- Kefersteinia lafontainei  Senghas & G.Gerlach (1990)
- Kefersteinia laminata  Rchb.f. (1885)
- Kefersteinia lehmannii  P.Ortiz (1996)
- Kefersteinia licethyae  D.E.Benn. & Christenson (1994)
- Kefersteinia lojae  Schltr. (1921)
- Kefersteinia maculosa  Dressler (1983)
- Kefersteinia medinae  Pupulin & G.Merino (2008)
- Kefersteinia microcharis  Schltr. (1923)
- Kefersteinia minutiflora  Dodson (1982)
- Kefersteinia mystacina  Rchb.f. (1881)
- Kefersteinia niesseniae  P.Ortiz (1996)
- Kefersteinia ocellata  Garay (1969)
- Kefersteinia orbicularis  Pupulin (2000) - (Costa Rica)
- Kefersteinia oscarii  P.Ortiz (1996)
- Kefersteinia parvilabris  Schltr. (1923)
- Kefersteinia pastorellii  Dodson & D.E.Benn. (1989)
- Kefersteinia pellita  Rchb.f. ex Dodson & D.E.Benn. (1989)
- Kefersteinia perlonga  Dressler (1993)
- Kefersteinia pulchella  Schltr. (1929)
- Kefersteinia pusilla  (C.Schweinf.) C.Schweinf. (1970)
- Kefersteinia retanae  G.Gerlach ex C.O.Morales (1999)
- Kefersteinia richardhegerlii  R.Vásquez & Dodson (2001)
- Kefersteinia ricii  R.Vásquez & Dodson (1998)
- Kefersteinia saccata  Pupulin (2008)
- Kefersteinia salustianae  D.E.Benn. & Christenson (1994)
- Kefersteinia sanguinolenta  Rchb.f. (1852)
- Kefersteinia stapelioides  Rchb.f. (1852)
- Kefersteinia stevensonii  Dressler (1972)
- Kefersteinia taggesellii  Neudecker (1994)
- Kefersteinia taurina  Rchb.f. (1876)
- Kefersteinia tinschertiana  Pupulin (2004)
- Kefersteinia tolimensis  Schltr. (1920)
- Kefersteinia trullata  Dressler (1993)
- Kefersteinia vasquezii  Dodson (1989)
- Kefersteinia villenae  D.E.Benn. & Christenson (1994)
- Kefersteinia villosa  D.E.Benn. & Christenson (1998)
- Kefersteinia vollesii  Jenny (1985)
- Kefersteinia wercklei  Schltr. (1923)